# Про злыдней
«Про злыдней» (также «Злыдни», укр. Про злидні) — украинская народная сказка.
Существуют другие варианты этой сказки с подобным сюжетом, где повествуется о двух братьях (или просто о двух людях), один из которых был богатый, а другой бедный. В частности, это сказка «Горе» из сборника «Народные русские сказки» А. Н. Афанасьева (номер сказки № 303), а также русская народная сказка «О бедном и богатом брате».
Сказка печаталаcь в сборниках сказок и отдельной книгой, а также выпускалась в виде аудиосказки.

## Сюжет
В славянской мифологии злыдни — демонические существа, враждебные человеку духи (нищета, недоля, беда).
Жили два брата: один, старший, был богатый, а другой — бедный. У бедного под печью поселилась нищета, которую он никак не мог выгнать из дома. Но у богато живущего брата не было детей, как он ни просил Бога за это. Тогда пришел он к бедному брату и предложил тому тоже молиться, чтобы Бог послал ему детишек, пообещав за это взять бедного брата в кумовья.
Через год усердного моленья бедного брата у богатого родился ребёнок. Жена напомнила бедному про обещание его старшего брата и послала мужа на крестины ребёнка. Забыв о своём обещании, на вопрос: зачем пришёл к нему его брат, бедный ответил, что ему необходимы конь и телега, чтобы съездить в лес за дровами. С собой в лес бедный брат позвал двенадцать злыдней, сидевших у него под печью. В лесу он срубил большой дуб и хитростью защемил в нём всю свою нищету. Но случилась беда — поднявшаяся буря повалила в лесу деревья, которые разломали телегу и убили коня.
Вернувшись домой и сообщив о случившейся беде, богатый брат не поверил бедному и приказал показать ему то место, где всё произошло. Увидев происшедшее, заметил он и злыдней, защемленных в дубе. Нищета слёзно просила богача освободить их, что он и сделал. Вмиг злыдни накинулись на него, не отпуская. Не в силах освободиться от них, пришёл богатый брат домой — нищета соскочила на пол и разбежалась по его жилищу. С тех пор богатый брат стал жить в нищете. А его бедный, как у него не стало нищеты, со временем разжился немного, а богатый тем временем ещё беднее стал.
В другом варианте сказки, тоже было два брата — бедный просил у богатого помощи, чтобы прокормить свою семью. Тот в помощи отказал. Тем временем бедный брат нищету (злыдней) своего дома хитростью закрывает в бутылке, после чего выбросил её в болото. После этого в семье бедняка начали происходить перемены к лучшему. Богатый из зависти выпросил у своего брата, как тому удалось добиться такого успеха. После разговора, богач пошёл на болото, освободил нищету из бутылки, чтобы навредить брату, но она не захотела идти к своему предыдущему хозяину и с богачом пришла в его дом. С тех пор дом и хозяйство богатого брата начали приходить в упадок.
Существуют и другие вариации украинской сказки про двух братьев.

## Экранизация
В 2005 году был снят российско-украинский мультипликационный фильм «Злыдни».